# Rapids City (Illinois)
Rapids City est un village situé au nord du comté de Rock Island dans l'Illinois, aux États-Unis,. Le village est fondé en 1838 et incorporé le 27 novembre 1875.

## Démographie
Lors du recensement de 2010, le village comptait une population de 959 habitants. Elle est estimée, en 2016, à 960 habitants.

### Source de la traduction
- (en) Cet article est partiellement ou en totalité issu de l’article de Wikipédia en anglais intitulé « Rapids City, Illinois » (voir la liste des auteurs).